# Bahnhof Freising
Der Bahnhof Freising der einzige Bahnhof auf dem Gebiet der Stadt Freising in Oberbayern. Er liegt an der Bahnstrecke München–Regensburg wenige hundert Meter von der Innenstadt Freisings entfernt südlich des Dombergs.
Der Bahnhof zählt insgesamt etwa 19.000 Reisende und Besucher sowie 430 An- und Abfahrten pro Tag. Der Bahnhof ist einer von 16 so genannten „Zukunftsbahnhöfen“ der Deutschen Bahn, in dem Neuerungen erprobt werden.

## Geschichte

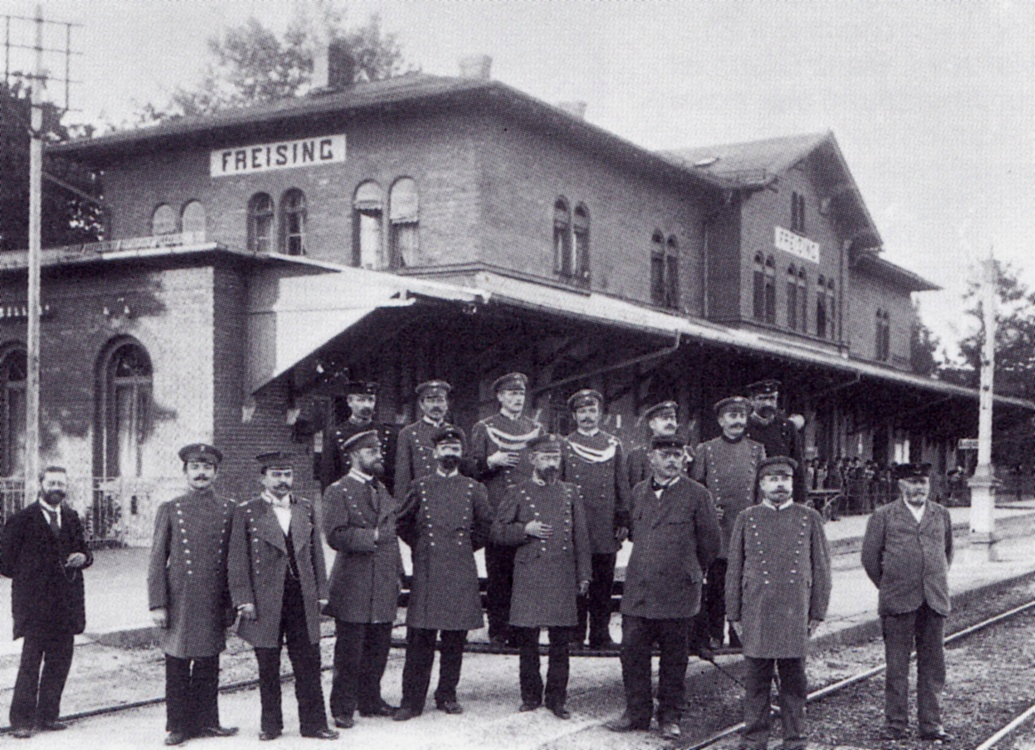
Empfangsgebäude des Bahnhofs Freising um 1900

Der Bahnhof wurde 1858 im Zuge des Baus der Strecke von München nach Landshut eröffnet. Bis 1859 wurde diese bis Regensburg verlängert. 1891/92 wurde die Strecke bis Landshut zweigleisig ausgebaut.
1895 wurden drei mechanische Stellwerke der Bauform Krauß, eine Befehlsstelle und zwei Wärterstellwerke, in Betrieb genommen.
1925 wurde die Teilstrecke von München bis Freising elektrifiziert, bis 1927 die restliche Strecke bis Regensburg. Kurz vor Ende des Zweiten Weltkriegs wurde der Bahnhof am 18. April 1945 Ziel eines Bombenangriffs, er wurde dabei völlig zerstört. Am Bahnhof und in der näheren Umgebung starben 224 Menschen. Das neue Empfangsgebäude wurde 1953 eingeweiht.
1962 wurden die mechanischen Stellwerke durch das Relaisstellwerk Ff der Bauform Sp Dr S 59 in einem Anbau am Empfangsgebäude ersetzt.
Mit der Betriebsaufnahme der S-Bahn München 1972 wurde Freising in deren Netz einbezogen. Bis 1973 verkehrte die Hallertauer Lokalbahn, die bis Langenbach auf der Strecke nach Landshut fuhr, um dann Richtung Hallertau abzuzweigen. Seit 2006 werden die Anlagen im Bahnhof Freising dank eines elektronischen Stellwerks von der Betriebszentrale München aus ferngesteuert.
Das Relaisstellwerk wurde am 29. Oktober 2005 außer Betrieb genommen und als Ersatz am folgenden Tag ein Elektronisches Stellwerk in Betrieb genommen, das vom elektronischen Stellwerk Neufahrn (bei Freising) aus der Betriebszentrale München ferngesteuert wird.

## Infrastruktur

### Schieneninfrastruktur

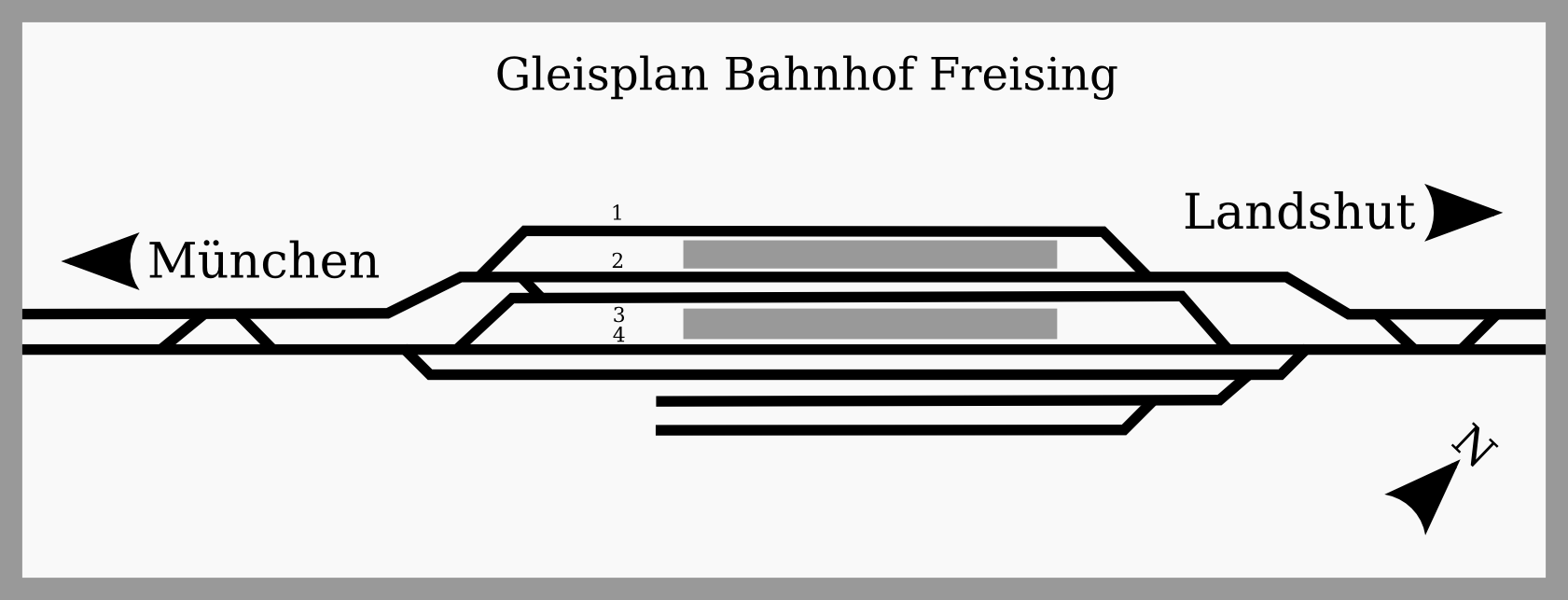
Aktueller Gleisplan

Der Bahnhof besitzt vier Bahnsteiggleise mit einer Nutzlänge von 350 Metern an zwei Mittelbahnsteigen. Die Bahnsteige sind über zwei Unterführungen erreichbar. Eine liegt direkt am Empfangsgebäude auf Höhe der Bahnsteigmitte und ist mit Aufzügen ausgestattet bzw. mit einer Rampe barrierefrei ausgebaut. Die andere Zugangsmöglichkeit liegt am nördlichen Bahnsteigende und weist nur Treppen auf.
Von Gleis 1 verkehren die Regionalbahnen nach Landshut. Auf Gleis 2 halten die durchgebundenen Regionalbahn- und Regionalexpress-Züge und der alex in Richtung München Hauptbahnhof sowie der Flughafenexpress zum Flughafen München. Auf Gleis 3 beginnt bzw. endet die Linie S1 der S-Bahn, die Freising an Wochentagen im 20-Minuten-Takt (am Wochenende im 20/40-Minuten-Takt) mit der Münchner Innenstadt verbindet. Auf Gleis 4 verkehren die oben genannten durchgebundenen Züge in Richtung Landshut und weiter nach Richtung Passau bzw. Regensburg. Im Südosten der Bahnsteiggleise liegen ein durchgehendes Gleis für Überholvorgänge und zwei Abstellgleise, auf denen über Nacht Züge der S-Bahn stehen. Die beiden Abstellgleise sind nur noch von der Landshuter Seite des Bahnhofes erreichbar, nachdem die Verbindung in Richtung München abgebaut wurde. Früher existierten noch andere Gütergleise, die jedoch ohne Ausnahme nicht mehr in Betrieb sind. Betriebe mit Gleisanschluss waren unter anderem der Traktorenhersteller Schlüter und die BayWa.
| Gleis | Nutzbare Länge | Bahnsteighöhe | Nutzung                                  |
| ----- | -------------- | ------------- | ---------------------------------------- |
| 1     | 350 m          | 76 cm         | Regionalbahnen von/nach Landshut         |
| 2     | 350 m          | 76 cm         | Durchgebundene Züge in Richtung München  |
| 3     | 350 m          | 96 cm         | S-Bahnen von/nach München                |
| 4     | 350 m          | 76 cm         | Durchgebundene Züge in Richtung Landshut |

### Straßeninfrastruktur
Unmittelbar nordwestlich des Bahnhofs führt die Staatsstraße 2350 (ehemalige B 11) vorbei, eine der wichtigsten Durchgangsstraßen Freisings. Zwischen dieser und dem nördlichen Eingang befindet sich der Bahnhofsvorplatz mit einem Taxistand. Parkplätze sind auf nördlichen Bahnhofsseite nur wenige vorhanden. Auf der Südseite der Gleise liegt ein großer P+R-Parkplatz mit fast 1000 Stellplätzen, von dem aus die Bahnsteige direkt erreicht werden können. Zudem stehen an mehreren Stellen rund um den Bahnhof fast 1600 großteils überdachte Fahrradstellplätze zur Verfügung.

## Verkehr

### Zugverbindungen
Der Bahnhof Freising wird von verschiedenen Zügen des Schienenpersonennahverkehrs der Eisenbahnverkehrsunternehmen DB Regio und Die Länderbahn bedient:
| Linie | Strecke | Taktfrequenz                                       |
| ----- | --- | -------------------------------------------------- |
| RE2   | München – Freising – Landshut – Regensburg – Schwandorf – Hof | 2-Stunden-Takt                                     |
| RE3   | Donau-Isar-Express: München – Freising – Moosburg – Landshut – Plattling – Passau | Stundentakt                                        |
| RE22  | Flughafen München – Freising – Moosburg – Landshut – Regensburg (– Nürnberg) | Stundentakt (alle zwei Stunden von/nach Nürnberg)  |
| RE25  | alex: München – Freising – Landshut – Regensburg – Schwandorf – Praha | 2-Stunden-Takt                                     |
| RE50  | München – Freising – Moosburg – Landshut – Regensburg – Neumarkt (Oberpf) – Nürnberg | ein Zugpaar                                        |
| RB33  | München – München-Moosach – München-Feldmoching – Unterschleißheim – Freising – Marzling – Langenbach – Moosburg – Bruckberg – Gündlkofen – Landshut | etwa stündlich, in der HVZ weiter bis München Hbf. |
| S1    | Freising – Pulling – Neufahrn – Eching – Lohhof – Unterschleißheim – Oberschleißheim – Feldmoching – Fasanerie – Moosach – Laim – Hirschgarten – Donnersbergerbrücke – Hackerbrücke – Hauptbahnhof – Karlsplatz (Stachus) – Marienplatz – Isartor – Rosenheimer Platz – Ostbahnhof – Leuchtenbergring | 20-Minuten-Takt                                    |

Werktäglich wird der Bahnhof Freising allein von 8600 Fahrgästen der S-Bahn München genutzt. Die Fahrzeit mit der S-Bahn zum Münchner Hauptbahnhof beträgt 43 Minuten. Die Regional-Express-Linien und der alex benötigen für dieselbe Strecke ohne Zwischenhalt planmäßig 25 bis 27 Minuten.

### Busverbindungen
Am nördlichen Bahnsteigende liegt auf der der Stadtmitte zugewandten Seite der Busbahnhof der Stadtbusse Freisings. Nahezu alle Linien haben hier ihren Anfangs- und Endpunkt. Darunter ist auch die Linie 635, die Freising mit dem Flughafen München verbindet. Die Busse nach Lerchenfeld verkehren auch von der auf der anderen Seite der Gleise gelegenen Haltestelle am P+R-Platz. Südwestlich des Empfangsgebäudes befindet sich der Regionalbusbahnhof. Von dort verkehrt auch die MVV-Buslinie 602 nach Mainburg (Landkreis Kelheim) und die Expressbuslinie X660 von Weihenstephan nach Garching-Forschungszentrum.

## Sonstiges
Im Empfangsgebäude sind eine Bahnhofsbuchhandlung, ein Reisezentrum der Deutschen Bahn und ein Ladengeschäft mit Imbiss untergebracht. Der seit 2005 nicht mehr als Stellwerk genutzte Anbau am Empfangsgebäude wurde in eine McDonald’s-Filiale umgebaut. 2024 wurde diese Filiale wieder geschlossen. Wenige Meter vom Bahnhof entfernt liegen das Boardinghaus Freising sowie eine Filiale der Deutschen Post.